# 国鉄セフ20形貨車
国鉄セフ20形貨車（こくてつセフ20がたかしゃ）は、かつて、鉄道省等に在籍した8 t 積の石炭緩急車である。

## 概要
1928年（昭和3年）5月の車両称号規程改正によりテタフ2900形75両がセフ20形（セフ20 - セフ94）に形式名変更された。
形式名変更後の1944年（昭和19年）5月1日に西日本鉄道が戦時体制により国有化され、糟屋線と宇美線にて運用されていた車両9両（セフ1形、セフ300形）が本形式（セフ95 - セフ103）へ編入された。以上合計84両のセフ20形貨車が運用された。ただし西日本鉄道が国有化された時点ではすでに大半の車両が他形式へ改造（ミ350形へ26両）または廃車になっており84両が同時に運用されることはなく、全車が門司鉄道局へ配属された。 
車体塗色は黒一色であり、寸法関係は全長は5,684 mm、全高は2,886 mm、自重は6.3 t - 6.7 t、換算両数は積車2.2、空車0.8であった。
1948年（昭和23年）に最後まで在籍した車両が廃車になり同時に形式消滅となった。